# ميت عدلان
قرية ميت عدلان هي إحدى القرى التابعة لمركز بني عبيد في محافظة الدقهلية في جمهورية مصر العربية. حسب إحصاءات سنة 2006، بلغ إجمالي السكان في ميت عدلان 5560 نسمة، منهم 2780 رجل و2780 امرأة.

## التاريخ
قرية ميت عدلان من القرى القديمة، حيث وردت باسم «منية عدلان» في أعمال الدقهلية والمرتاحية ضمن قرى الروك الناصري التي أحصاها ابن الجيعان في كتاب «التحفة السنية بأسماء البلاد المصرية». وفي العصر العثماني وردت باسم «منية عدلان» في التربيع العثماني الذي أجراه الوالي العثماني سليمان باشا الخادم في عصر السلطان العثماني سليمان القانوني ضمن قرى ولاية الدقهلية، وفي تاريخ 1228هـ/1813م الذي عدّ قرى مصر بعد المسح الذي قام به محمد علي باشا باسم «ميت عدلان» ضمن قرى مديرية الدقهلية.